# Te-Rox Prod
Te-Rox Prod Pașcani este o companie producătoare de scaune auto pentru copii și centuri de siguranță.
A intrat pe piata producatorilor de scaune auto in 2 aprilie 2007, astfel începand colaborarea cu cel mai mare distribuitor de scaune auto din Europa Groupe Team Tex. În anul 2014, compania se afla pe locul 30 în topul celor mai mari 50 de exportatori cu capital privat românesc.
Număr de angajați 147 de angajati in 2007, în 2010: 230 
Cifra de afaceri:
- 2013: 27 milioane euro [3]
- 2010: 80,8 milioane lei [4][5]
- 2009: 12 milioane euro [2]
- 2007: 0,2 milioane euro [3]